# آن لويد
آن لويد (بالإنجليزية: Anne Lloyd)‏ هي مغنية أمريكية، ولدت في 9 أبريل 1942 في لندن في المملكة المتحدة، وتوفيت في 23 أكتوبر 1999 في لوس أنجلوس في الولايات المتحدة.

## وصلات خارجية
- آن لويد على موقع IMDb (الإنجليزية)
- آن لويد على موقع ميوزك برينز (الإنجليزية)
- آن لويد على موقع ديسكوغز (الإنجليزية)